# Сейиткулиев, Розымурад
Розымурад Сейиткулиев (туркм. Rozymyrat Seýitgulyýew) — туркменский государственный деятель.

## Биография
Родился в 1962 году в генгешлике имени Нобата Гутлыева Чарджоуского района Чарджоуской области Туркменской ССР
В 1987 г. окончил Ташкентский институт инженеров железнодорожного транспорта, получив специальность инженера-механика.
Трудовую деятельность начал смотрителем вагонов станции «Туркменабат-2». Далее работал начальником отдела технического контроля станции «Туркменабат-1», начальником Туркменабатского вагоно-товарного депо Министерства железнодорожного транспорта Туркменистана.
В 2009 году занимал должность заместителя министра железнодорожного транспорта Туркменистана.
10.07.2009 — 15.01.2010 — исполняющий обязанности министра железнодорожного транспорта Туркменистана.
15.01.2010 — 22.02.2012 — министр железнодорожного транспорта Туркменистана.
22.02.2012 — 11.01.2013 — заместитель Председателя Кабинета министров Туркменистана. 11 января 2013 года уволен «за недостатки, допущенные в работе».

## Награды
- Медаль «За любовь к Отечеству»[4]